# لينارت ماجنوسون
لينارت ماجنوسون (بالسويدية: Lennart Magnusson)‏ هو مبارز بالسيف سويدي، ولد في 1924 في ستوكهولم في السويد، وتوفي في 2 سبتمبر 2011 في سوندسفال في السويد.

## وصلات خارجية
- لينارت ماجنوسون على موقع أوليمبيديا (الإنجليزية)
- لينارت ماجنوسون على موقع اللجنة الأولمبية السويدية (السويدية)